# 創新服務週
創新服務週（英語：IDEAS Week），是台灣網際網路產業系列活動，2008年起由經濟部技術處與經濟部商業司指導、資訊工業策進會主辦。藉由各類競賽、中小型研討會，以及實體成果展覽與產業媒合活動，集台灣網際網路產業之大成，讓國人認識網際網路產業的創新服務成果；除了每年固定在資策會民生科技大樓的各類產業技術研討會，因應各種不同的活動對象與內容，近年來，更將展覽與競賽地點，設置在資策會以外的據點舉行。

## 活動架構與相關介紹
註：本資料係參照最近一屆之活動結構所列表，實際狀況必須以主辦單位公布之內容為準。
| 活動名稱                         | 性質 | 對象                         |
| -------------------------------- | ---- | ---------------------------- |
| 部落客百傑                       | 競賽 | 部落格經營者、社會大眾       |
| 創新服務網站博覽展（IDEAS Expo） | 展覽 | 創新服務網站經營者、創投人士 |
| 創新服務網路創意展（IDEAS Show） | 競賽 | 創新服務網站經營者、創投人士 |
| 創新服務科技成果展（IDEAS Tech） | 展覽 | 資通訊產業                   |
| 各類研討會、工作坊、論壇         | 會議 | 網際網路產業                 |

### 部落客百傑

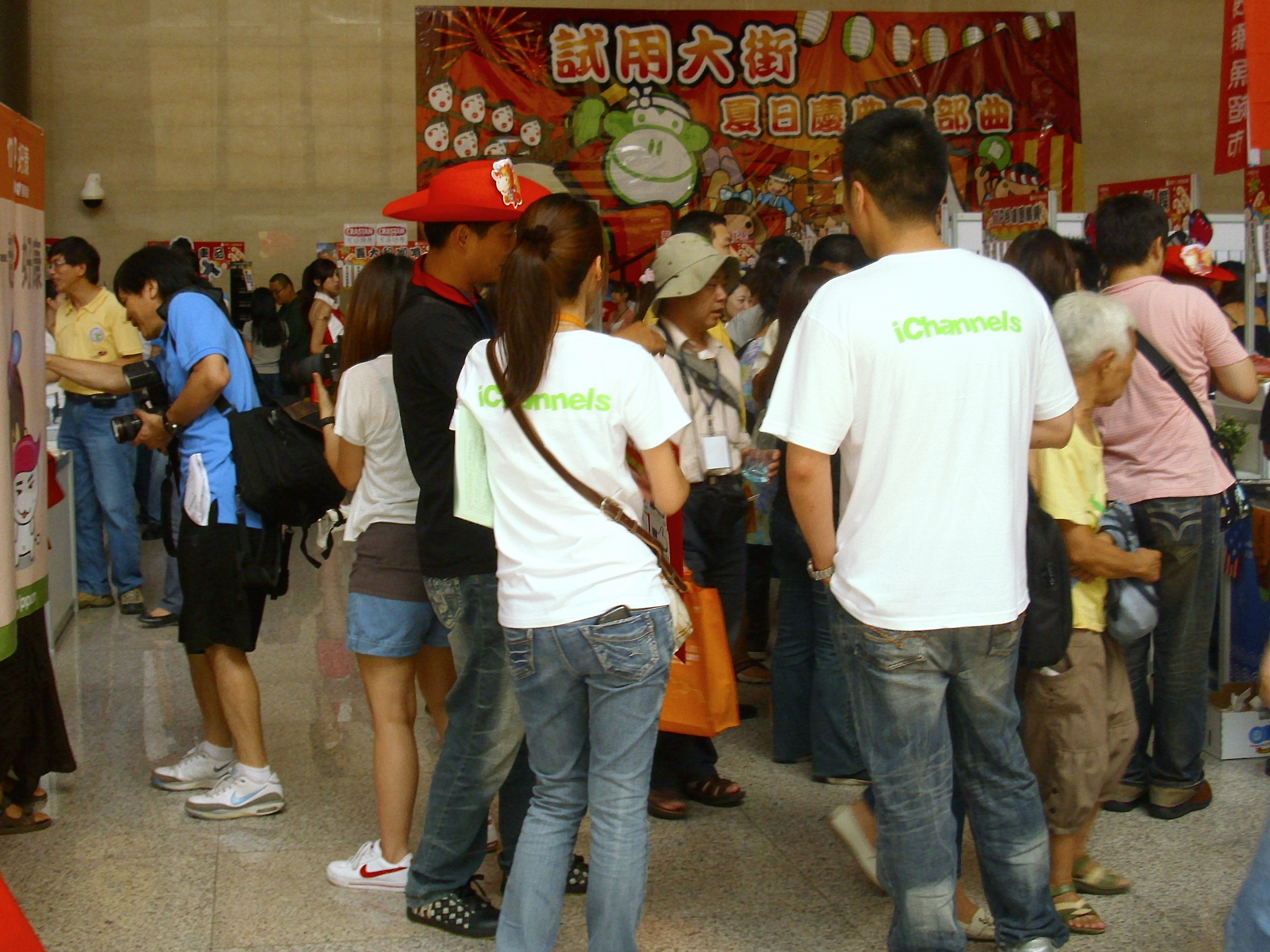
部落客百傑每年在揭曉成果之際，也會邀請各平台與當地潛力業者，到場進行展示。

唯一面向一般大眾與部落格經營者的活動，以競賽為主，展覽為輔，是由資策會與知名部落格平台聯合主導之大型競賽暨展示活動。
草創時期是與Xuite日誌合作，後期擴展至各大部落格平台，賽制也從原先的「自動篩選」變革為「主動申請」；每年依照分組的差異，選出各領域前十強與各領域冠軍、年度總冠軍；2012年，另外新增了企業部落格行銷競賽。

### 網站博覽展暨網路創意展
網站博覽展暨網路創意展是創新服務週最具指標性之活動，雖在同地舉行，但因活動性質的差異，而有不同型態的對象區隔。
網路創意展是仿美國DEMO會議（DEMO conference）之格局進行，各參與團隊以有限時間，上台向參觀的創投者與網路創意展之評審，介紹網站之創新服務特色。
相較於必須收費入場之網路創意展，網站博覽展則採取靜態展示的方式進行，提供創投者與參與單位進行互動與媒合。

## 歷年舉辦期間與口號
| 屆次   | 時間                  | 活動口號                      |
| ------ | --------------------- | ----------------------------- |
| 第一屆 | 2008年6月23─27日      | 創新，讓世界看見台灣          |
| 第二屆 | 2009年8月3─7日註      | 創新‧突破‧新未來─30個藍海商機 |
| 第三屆 | 2010年6月22─26日      | 創新生活服務大未來            |
| 第四屆 | 2011年7月23─29日      | 活化創新基因                  |
| 第五屆 | 2012年7月18日─（TBD） | （TBD）                       |

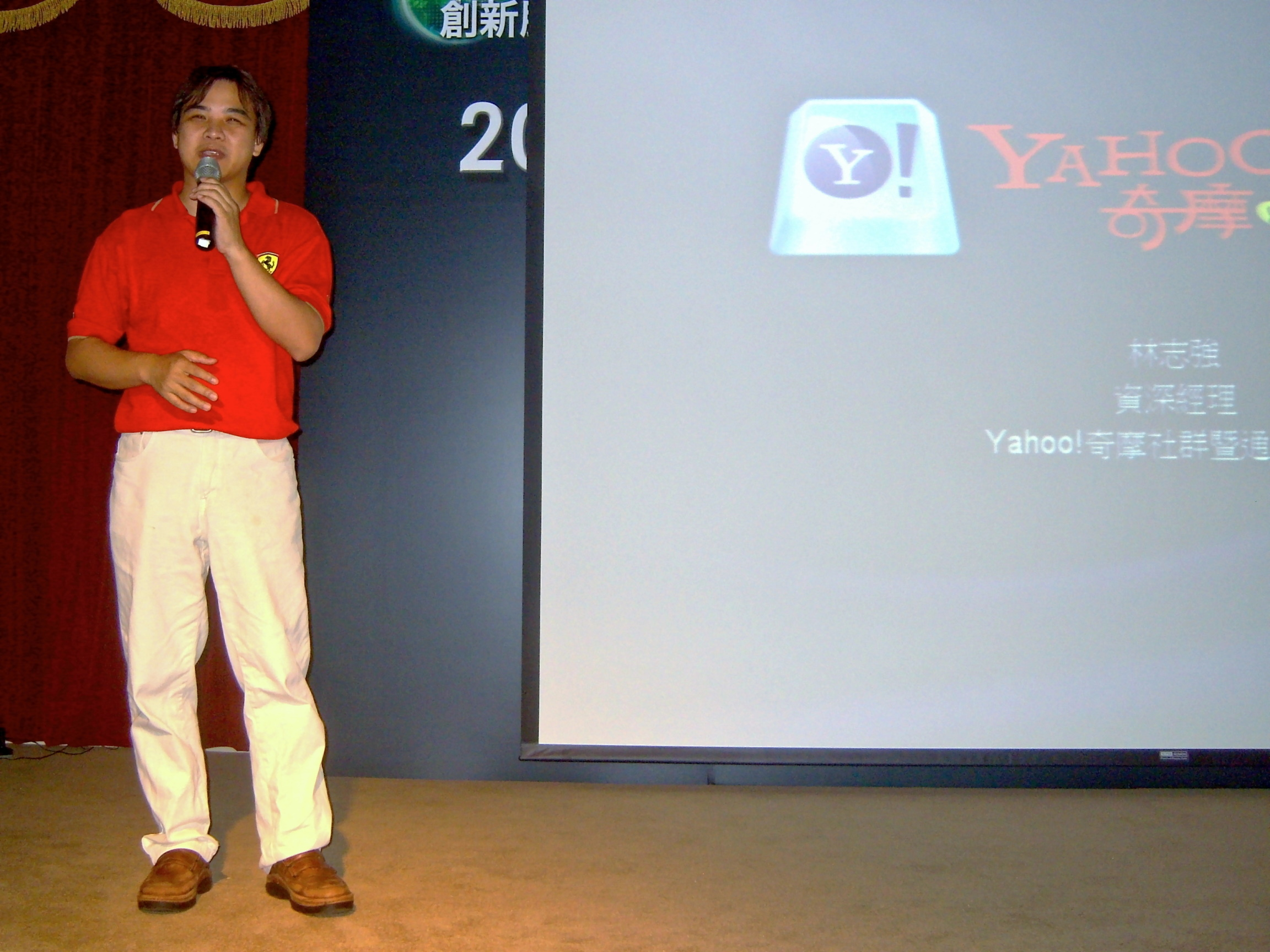
在「網路創意展」中，參賽團隊必須用有限之時間，向評審團介紹創新服務特色。

註：第二屆（2009年）部落客百傑頒獎暨展示，因莫拉克颱風侵襲的關係，延至同月18日舉行。

## 歷年相關重大事件

### 民生實驗園區成立

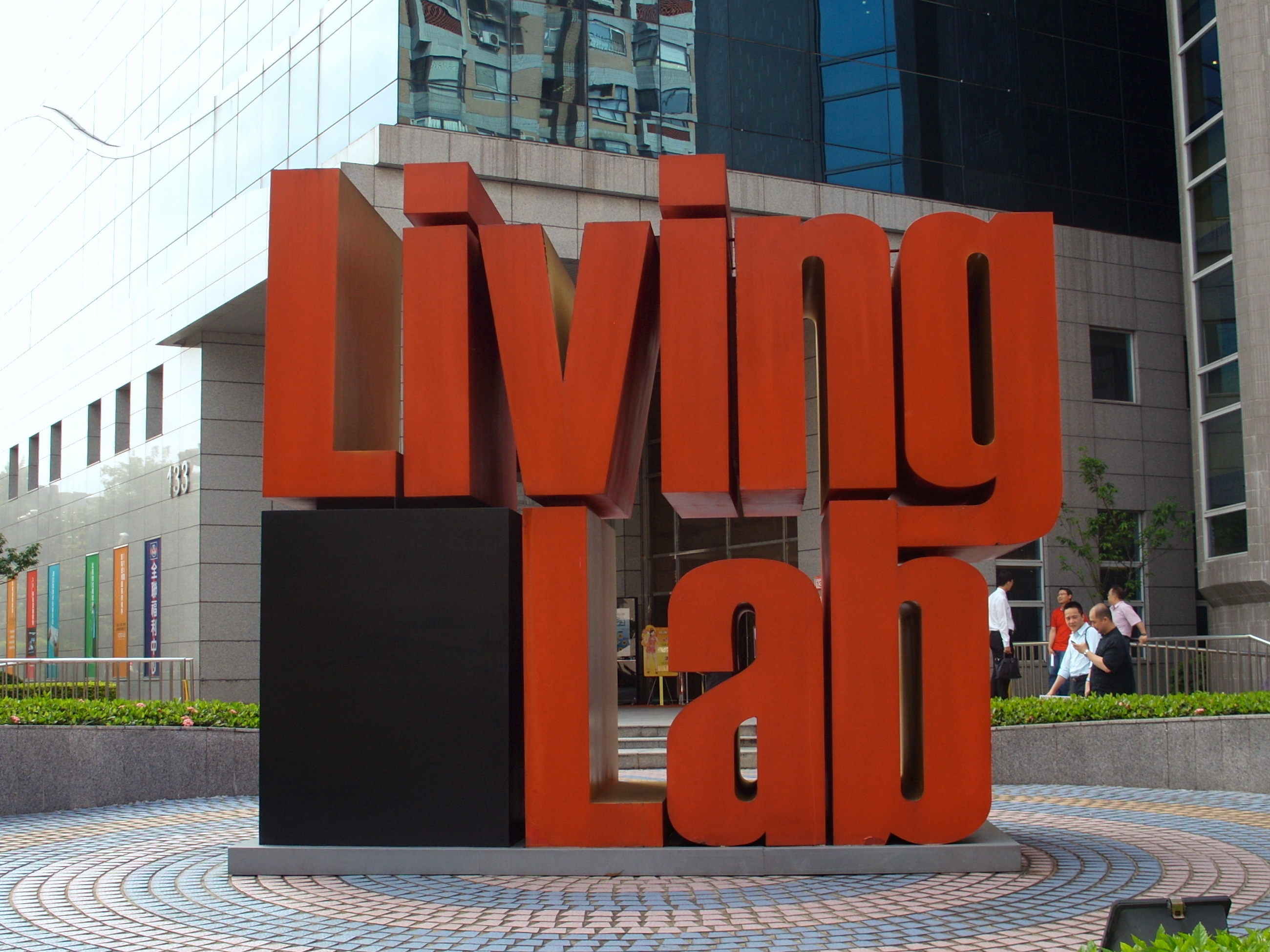
民生實驗園區的大型指標

為推動與研發各類科技化服務項目，資訊工業策進會選定台北市松山區的民生社區，成立民生實驗園區，並於2008年6月24日正式啟用，台北市也成為亞太地區第一個擁有實驗園區的城市。
啟用的前一日（6月23日），資策會創研所則是與三重宏仁醫院合作，展開遠距醫療諮詢中心實驗計畫，同日，網站博覽展暨網路創意展亦在該大樓舉辦，其後，該園區也成為歷年創新服務週各項主題研討會或展示的重要發源地。

### Now.in事件引發之爭議
2011年網路創意展（IDEAS Show）獲獎團隊「Now.in」，是以即時、互動的廣播功能聞名，曾參與國外創投競賽；但在2011年11月8日，台灣唱片出版事業基金會揚言對Now.in提告；後於2012年3月2日，法務部調查局查扣Now.in創辦人之電腦設備，該網站被迫關閉。
Now.in事件引發一面倒之抨擊，學界言論譴責台灣網路創新平台發展不自由，更有網友痛批「雲端已死，可以出殯」；網路創意展主辦單位資訊工業策進會，因「未參與實際評審工作，不予回應」的立場，遭網友譴責「逃避責任」。
Now.in事件爆發後，發起人與網友藉由社群網路，公開聲援Now.in。律師馮昌國說，「網路是著作權法保護著作獨家權利的天敵」。2012年5月10日，台灣唱片出版事業基金會與Now.in創辦人簽訂協議書。2013年5月6日，金門地檢署作出緩起訴處分，結案。

## 資料來源
1. 1 2 3  簡立宗. . 活動資訊 (工商時報). 2008年6月17日: D8.
2. 1 2  . 社群活動. 數位時代. 2009年7月22日  [2012年6月13日]. （原始内容存档于2016年2月16日）.
3. ↑   (新闻稿). 資訊工業策進會. 2011年7月28日  [2012年6月13日].[永久]
4. ↑  彭漣漪. . 投資線上 (中國時報). 2008年6月24日: B2  [2012年6月13日]. （原始内容存档于2009年7月18日）.
5. ↑  朱正庭. . 頭條要聞 (蘋果日報). 2010年6月27日  [2012年6月13日]. （原始内容存档于2016年3月11日）.
6. ↑  . 台北市數位行銷經營協會.   [2012年6月13日]. （原始内容存档于2016年3月4日）.
7. ↑  簡立宗. . 創新企業專輯 (工商時報). 2009年8月6日: A20  [2012年6月13日].[永久]
8. ↑  鄭敬儒. . 副刊 (蘋果日報). 2008年6月23日  [2012年6月13日]. （原始内容存档于2016年3月8日）.
9. 1 2  周品均. . 中央通訊社. 2010年6月21日  [2012年6月12日]. （原始内容存档于2019年9月13日）.
10. ↑  鄒淑文. . IDEAS Week周專題 (經濟日報). 2009年8月6日: B8.
11. ↑   (新闻稿). 國立清華大學創新育成中心. 2011年7月27日  [2012年6月13日].[永久]
12. ↑  . 工商活動 (經濟日報). 2011年7月28日: C11.
13. ↑  王皓正. . 未來一周 (經濟日報). 2011年7月24日: A11.
14. ↑  鄒淑文. . IDEAS Week周專題 (經濟日報). 2009年8月6日: B8.
15. ↑  . 數位學習與典藏產業聯盟（台北市電腦公會）.   [2012年6月13日].[永久]
16. ↑  曾怡穎. . 電子時報. 2011年8月9日  [2012年6月13日]. （原始内容存档于2019年12月4日）.
17. ↑  . 電子時報.   [2012年6月13日]. （原始内容存档于2016年3月5日）.
18. ↑  胡秀珠. . 創新發現誌 (中華民國). 2009年9月3日, (18)  [2012年6月13日] （中文（繁體））.[永久]
19. ↑  . 資訊尖兵.   [2012年6月13日].[永久]
20. ↑   (新闻稿). 台北市政府. 2008年6月24日  [2012年6月13日].[永久]
21. ↑  何宏儒. . 台灣新聞 (中央通訊社). 2008年6月24日  [2012年6月13日]. （原始内容存档于2019年9月12日）.
22. ↑   (新闻稿). 中華民國總統府. 2008年6月24日  [2012年6月13日]. （原始内容存档于2015年9月24日）.
23. ↑   (新闻稿). 資訊工業策進會. 2008年6月24日  [2012年6月13日]. （原始内容存档于2015年9月24日）.
24. ↑  簡立宗. . 活動資訊 (工商時報). 2008年6月25日: D8  [2012年6月13日].[永久]
25. ↑  趙郁竹. . 2008年6月23日  [2012年6月13日]. （原始内容存档于2010年10月10日）.
26. ↑  吳正庭. . 北部新聞 (自由時報). 2011年8月16日  [2012年6月14日]. （原始内容存档于2012年6月6日）.
27. ↑  . 科技報橘. 2012年3月7日  [2012年6月14日]. （原始内容存档于2014年9月1日）.
28. ↑  Cheryl Wu. . 科技報橘. 2012年3月3日  [2012年6月14日]. （原始内容存档于2014年9月17日）.
29. ↑  張瑞雄（東華大學資工系教授）. . 時論廣場 (中國時報). 2012年3月19日: A15  [2012年6月14日]. （原始内容存档于2012年4月23日）.
30. ↑  姚南宏. . 生活焦點 (ETtoday新聞雲). 2012年3月19日  [2012年6月14日]. （原始内容存档于2019年12月4日）.
31. ↑  . 今日新聞網. 2012年3月5日  [2012年6月14日]. （原始内容存档于2013年5月29日）.
32. ↑  . 科技報橘. 2012年3月3日  [2012年6月14日]. （原始内容存档于2014年8月19日）.
33. ↑  . 科技報橘. 2012年3月7日  [2012年6月14日]. （原始内容存档于2014年9月18日）.

## 外部連結
- 網站博覽展暨網路創意展官方網站
- 第五屆部落客百傑官方網站
- 電子時報：創新筆記 （页面存档备份，存于）
- Facebook：網路創意展官方粉絲團 （页面存档备份，存于）
- 電子時報：2011年活動入口站 （页面存档备份，存于）